# Santa Bárbara (Brava)

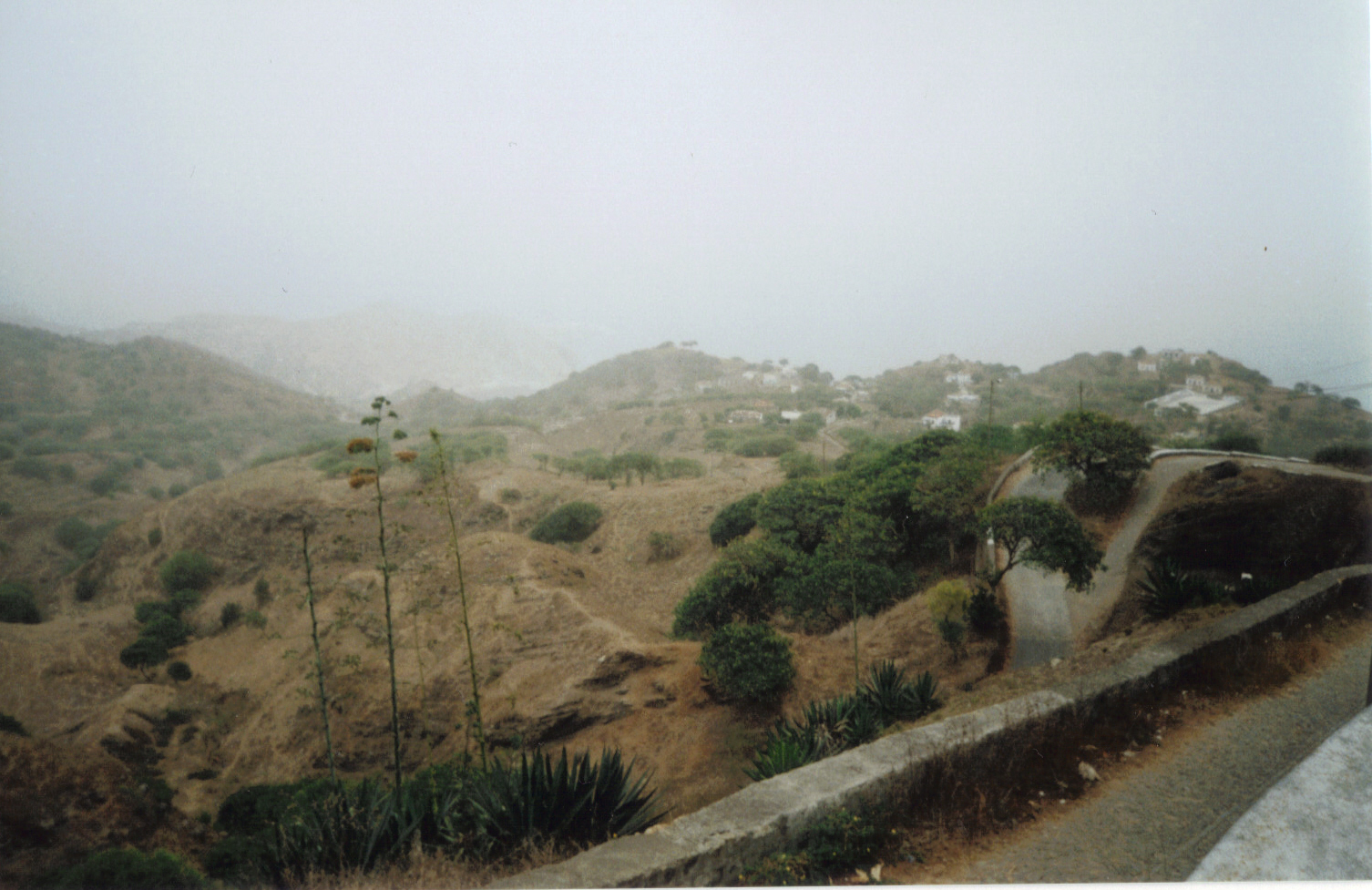
Blick von Nova Sintra auf Santa Bárbara

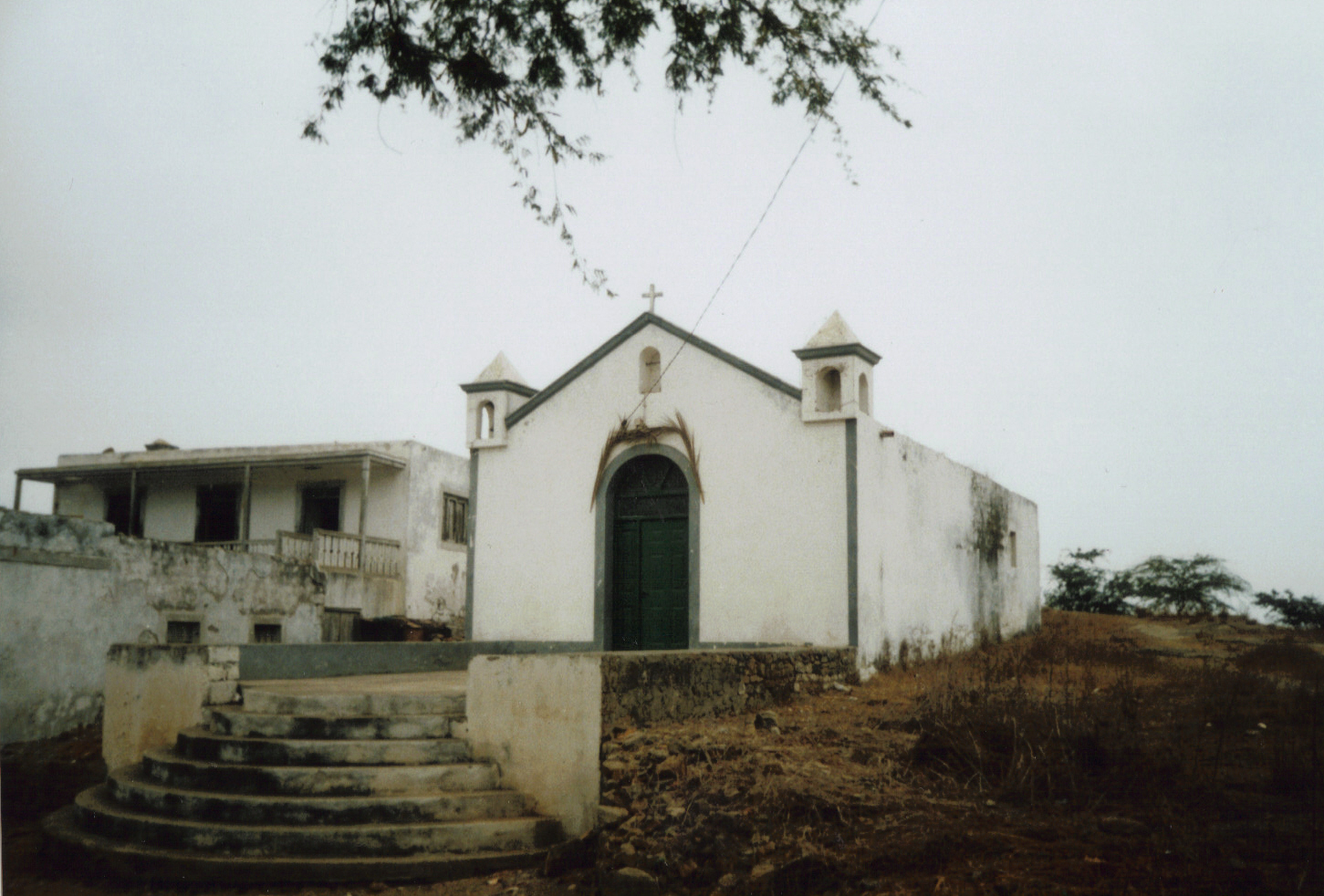
Blick zur Kirche

Santa Bárbara ist ein kleines Dorf im Osten der Insel Brava, Kap Verde. Es liegt im Norden der Insel auf einer Höhe von 16 Metern über dem Meeresspiegel und hatte beim Zensus 2010 143 Einwohner.
Über eine gepflasterte Straße ist der Ort von der etwa drei Kilometer entfernten Inselhauptstadt Vila Nova Sintra mit den unregelmäßig verkehrenden und für die Kapverden typischen Aluguer-Bussen zu erreichen. Die Straße führt östlich von Santa Bárbara stellenweise steil bergab zum Hafenort Furna. Fast alle Einwohner Santa Bárbaras leben vom Ackerbau (vor allem Mais), auch etwas Viehzucht (Kühe und Ziegen) wird betrieben. Das Dorf besteht hauptsächlich aus einstöckigen Häusern mit Walmdach. Ein schöner Blick auf Santa Bárbara bietet sich vom Ostrand Vila Nova Sintras aus, hier wurde ein Aussichtspunkt in Form eines Schiffes – der Santa Maria des Christoph Kolumbus – angelegt.
Im Dorf gibt es eine Kirche, eine Schule, einen Sportplatz und einige kleine Läden zur Deckung des täglichen Bedarfs.
Santa Bárbara war früher bekannt wegen einer Fonte do Vinagre (dt. ‚Essigquelle‘) genannten Heilquelle. Die Mineralquelle mit ihrem säuerlich schmeckenden Wasser entsprang südöstlich des Dorfes und war nach einer einstündigen Wanderung über einen Fußweg zu erreichen, sie diente auch zur Bewässerung von auf Terrassen angelegten Feldern. Sie versiegte allerdings zu Beginn des 21. Jahrhunderts. Heute ist an ihrer Stelle neben einem Becken ein im 19. Jahrhundert erbautes Badehaus zu sehen, das früher hauptsächlich von den Grundbesitzern der Umgebung, den Morgados, aufgesucht wurde. Im 19. Jahrhundert hatte die Insel zudem als Kurgebiet für die Bewohner der am stärksten besiedelten kapverdischen Insel Santiago gegolten. Bereits Mitte der 1970er Jahre hatte die Ergiebigkeit der Quelle deutlich nachgelassen, nachdem man vergebens versucht hatte, die Wasserzufuhr durch Sprengungen zu steigern.